# Aulopidae

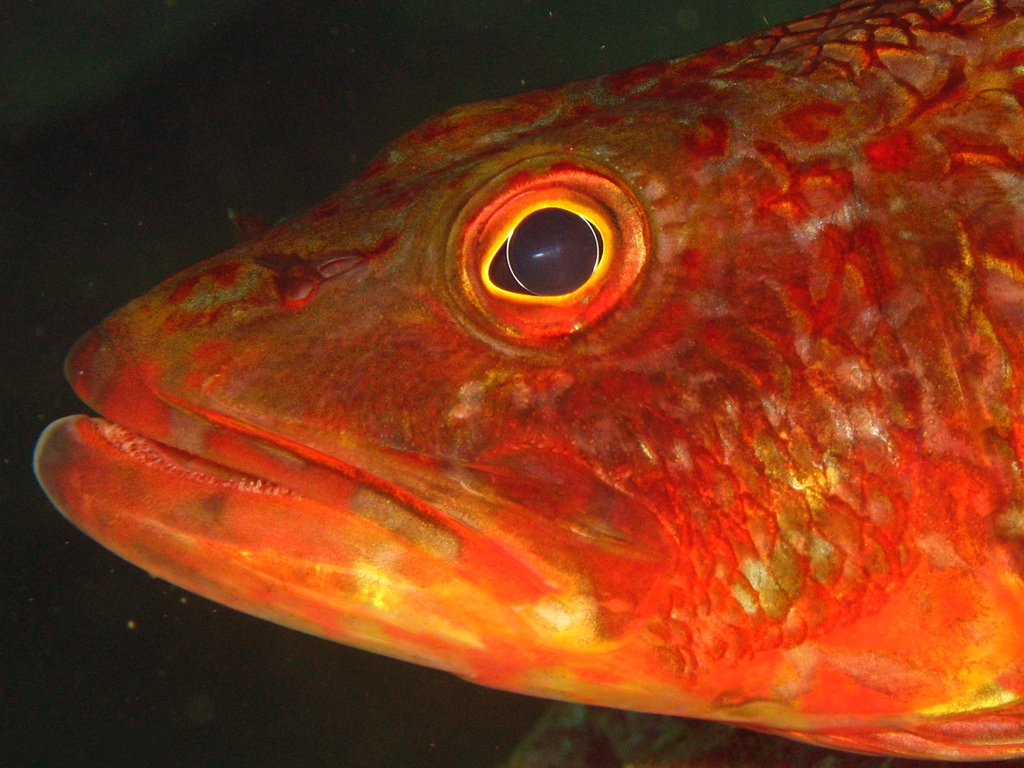
Detalle de la cabez de Aulopus purpurissatus.

Los aulópidos son la familia Aulopidae de peces marinos con su único género Aulopus, incluida en el orden Aulopiformes, distribuidos por aguas tropicales y subtropicales del océano Atlántico, mar Mediterráneo y océano Pacífico. Su nombre procede del griego aulos, que significa flauta o canaladura, por su forma.
Aparecen por primera vez en el registro fósil en el Cretácico superior.

## Morfología
Tienen el cuerpo alargado; origen de la aleta dorsal en el tercio delantero del cuerpo; el número de radios blandos en las aletas es de 14 a 22 en la aleta dorsal, 9 a 13 en la aleta anal, 9 en la aleta pélvica (de inserción torácica) y 11 a 14 en la aleta pectoral (de inserción lateral); escamas tanto ctenoideas como cicloideas encontradas tanto en la cabeza como por todo el cuerpo; tiene dos huesos supramaxilares.

## Especies
Existen 12 especies agrupadas en este género y familia:
- Familia Aulopidae
  - Género Aulopus
    - Aulopus bajacali (Parin y Kotlyar, 1984) - Lagarto del Pacífico oriental.
    - Aulopus cadenati (Poll, 1953) - Lagarto real de Guinea.
    - Aulopus chirichignoae Béarez, Zavalaga & Miranda 2024[4]
    - Aulopus curtirostris (Thomson, 1967)
    - Aulopus damasi (Tanaka, 1915)
    - Aulopus diactithrix (Prokófiev, 2008)
    - Aulopus filamentosus (Bloch, 1792) - Aulopus amarillento, Ojo de piedra, Lagarto de hondura o Lagarto real.
    - Aulopus formosanus (Lee and Chao, 1994)
    - Aulopus japonicus (Günther, 1877)
    - Aulopus microps (Parin y Kotlyar, 1989)
    - Aulopus milesii (Valenciennes, 1850)
    - Aulopus purpurissatus (Richardson, 1843)